# Ohio Light Opera
La Ohio Light Opera è una compagnia d'opera professionale con sede a Wooster, Ohio, che esegue il repertorio dell'opera leggera, inclusi Gilbert e Sullivan, operette americane, britanniche e continentali e altre opere teatrali musicali, in particolare della fine del XIX e dell'inizio del XX secolo. La compagnia è anche nota per le sue registrazioni di queste opere.

## Storia
La Ohio Light Opera è stata fondata come impresa culturale ed educativa presso il College of Wooster nel 1979 ed è stata di proprietà e gestita sin dal suo inizio dal College of Wooster. È nata dalla Kent State Light Opera, fondata da James Stuart, precedentemente degli American Savoyards. Quando il gruppo del Kent finì, fu presto trasferito a Wooster, con Stuart che continuò come sua forza trainante. La compagnia esegue l'intero repertorio Gilbert e Sullivan, oltre a operette americane, britanniche e continentali raramente eseguite, commedie musicali edoardiane ed altri teatri musicali, principalmente della fine del XIX e dell'inizio del XX secolo. Dal punto di vista educativo, la compagnia offre ai giovani cantanti di talento e strumentisti l'opportunità di esibirsi in un ambiente professionale.
Nel 2008, per la trentesima stagione della compagnia, la Ohio Light Opera presentò la sua centesima produzione. La stagione delle esibizioni della compagnia di solito inizia a metà giugno e termina a metà agosto. In genere esegue sette o otto diverse opere in repertorio nel corso di una stagione di nove settimane che attira circa 22.000 mecenati all'anno. Gli spettacoli si svolgono nel Freedlander Theatre nel campus del College of Wooster a Wooster, Ohio.
Richard Morris dello Schubert Institute (Regno Unito) nel 2002 ha riferito sulla produzione della compagnia di Das Dreimäderlhaus quanto segue:

## Incisioni
La compagnia ha prodotto numerose incisioni, solitamente registrate dal vivo durante gli spettacoli. Oltre a otto registrazioni di Gilbert e Sullivan, ha registrato Naughty Marietta, Eileen, Sweethearts e The Red Mill di Victor Herbert; versioni in lingua inglese delle Autumn Maneuvers di Emmerich Kálmán, Autumn Maneuvers, Die Bajadere, Das Veilchen vom Montmartre, Countess Maritza e Der Zigeunerprimas; El Capitan di John Philip Sousa e The Vagabond King e The Firefly di Rudolf Friml, oltre a opere meno conosciute o raramente registrate come Veronique, The Arcadians, Robin Hood di De Koven, The Birdseller di Zeller, Das Dreimäderlhaus, Maytime di Romberg, La Verbena de la Paloma di Breton, Facade di William Walton, versioni in lingua inglese de The Brigands e Barbe-bleue di Offenbach, The Cabaret Girl di Jerome Kern e A Night in Venice di Strauss.
Alcune di queste registrazioni sono anteprime di CD. Sebbene alcune delle registrazioni siano descritte dalla società come "complete", in realtà contengono tagli significativi. I revisori hanno commentato l'irregolarità dei cast della Ohio Light Opera e talvolta hanno notato gli accenti americani usati nelle opere inglesi, ma alcune registrazioni hanno ricevuto recensioni favorevoli. La rivista Fanfare ha chiamato queste registrazioni, in particolare quelle "di opere meno conosciute ... preziose aggiunte alle biblioteche registrate". La compagnia ha pubblicato un set di 5 ore e 4 CD di momenti salienti della compagnia dei suoi primi 25 anni chiamato Gold and Silver: Celebrating 25 Years of The Ohio Light Opera. Il libretto di quaranta pagine allegato al set comprende una storia della compagnia e reminiscenze degli artisti ascoltati nelle registrazioni.
La compagnia ha anche pubblicato i DVD della loro produzione del 2005 di A Soldier's Promise, un adattamento in lingua inglese di Der gute Kamerad di Emmerich Kálmán e la loro produzione del 2009 di Mlle. Modiste di Herbert.